# ペーター・ダイクストラ

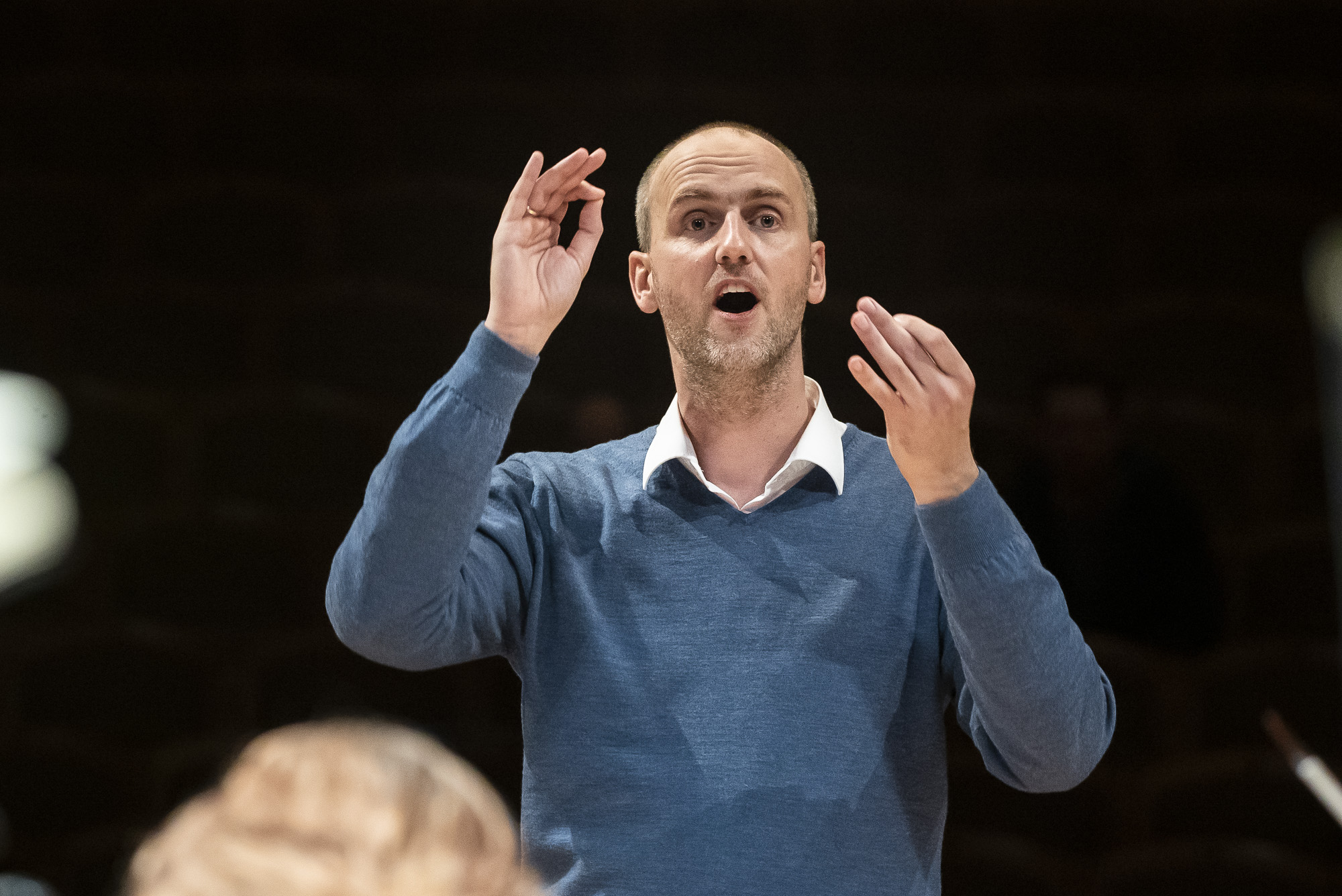
ペーター・ダイクストラ

ペーター・ダイクストラ（Peter Dijkstra, 1978年6月11日 - ）は、オランダの合唱指揮者。ドレンテ州ノールデンフェルトのロデン出身。

## 人物
少年時代はダイクストラの父が1985年に設立した少年合唱団に所属していた。その後アムステルダムに渡り、グスタフ・レオンハルトやシギスヴァルト・クイケン、マックス・ファン・エグモントなどのもとでバッハのカンタータの歌唱に参加した。その後、ハーグ王立音楽院や、ケルン音楽舞踊大学（マーカス・クリードに師事）、ストックホルム音楽大学（ヨルマ・パヌラに師事）で声楽と指揮を学んだ。また、エリック・エリクソンとトヌ・カリユステのマスタークラスに参加した。アンサンブルグループのザ・ジェンツ（The Gents）の指揮者として活動した。
2005年9月、オランダ室内合唱団の客演指揮者と、ミュンヘンのバイエルン放送合唱団の芸術監督に就任。2007年にはスウェーデン放送合唱団の首席指揮者に任命された（2018年に退任）。2015年、オランダ室内合唱団の首席指揮者に就任。これらの活動に加え、ヨーロッパの著名な声楽アンサンブルとの共演や、ベルリン・ドイツ交響楽団や日本フィルハーモニー交響楽団など、世界各地のオーケストラの指揮者としての活動も行っている。

## 受賞
- Kersjes van de Groenekan賞（2002年）
- エリック・エリクソン賞（2003年）
- グラミー賞（2008年、バイエルン放送合唱団との共同受賞）
- オイゲン・ヨッフム賞（2014年）